# 国民解放区
国民解放区（独: national befreite Zone）とは、極右の暴力に支配された空気が漂う場所を指す婉曲表現。外国人、または左翼やオルタナティブと自認する人々、ホモセクシャルやユダヤ人、障害者のように極右に「異質」や「敵」であるとレッテルを張られた人々が、暴力を受ける恐れから外出できなかったり、報復の恐れから抗議を行うことができないというイメージが付いた場所である。
ドイツ国家民主党（NPD）や自由戦友連合などの極右は、民主主義的秩序の外部で、「普通」から外れた人を攻撃したり駆逐できる場所を確保するよう試みている。
ブルクハルト・シュレーダーは、著書『極右の状況把握。不安に満ちる東ドイツの町』のなかで次のように記している。
「解放区」は地図に記された地理的な場所ではなく、どこからどこまでが「常識」かという線引のなかで態度と理念を定める行動パターンのネットワークである。目的は、普通の日常文化と道徳的規範をイデオロギー的な決まり文句で浸透させることにある。国家を「民族」として定義し、「文化」を運命共同体や生物学的な共同体として見る人は、この戦術に引っかかっている。右翼は「外国人に反対」するものだと思う人は、極右的な思考形態を持っている。ネオナチは、たとえドイツのパスポートを持っている人でも、「南欧系」に見える人を「外国人」と呼ぶのである
驚いても目を背けるれば、このような空間を承認し、この状況を助長しながら、その存在を否認することになる。さらに法執行機関や警察は、極右的に動機づけられた事件だと評定するのをためらうであろう。
1991年にNPD系の極右組織国家民主学生連盟の雑誌『最前線――政治理論と政治戦略誌』（第2号1991年6月）のなかで国民解放区の概念が戦略的出発点として用いられ、1990年代半ばから、トゥーレ・ネッツ、シュトルムフロントや、エルンスト・チュンデルのウェブサイトなど、様々なネオナチ系の言論フォーラムやウェブサイトで引き継がれている。
国民解放区は、2000年の粗悪語大賞に選ばれたことで、全国に広く知れ渡った。元政府報道官で『歴史を示す――世界に開かれたドイツのための活動』の議長であるウーヴェ＝カルステン・ハイエは2006年5月に「ドイツ文化ラジオ」で次のように述べた。「ブランデンブルク州の小さな町や中くらいの町には、肌の色が違う人は立ち入るべきではない場所がある。もしかするとそれらの町から生きては出られないかもしれない」。彼の発言で、2006年FIFAワールドカップでのNo-go-Areaをめぐり、激しい政治的議論が起こった。